# 保科武子
保科 武子（ほしな たけこ、1890年〈明治23年〉3月28日 - 1977年〈昭和52年〉3月18日）は、元皇族、宮内庁女官長。保科正昭子爵の妻。皇族としての名と身位は武子女王（たけこじょおう）、敬称は殿下。

## 生涯
北白川宮能久親王と側室の申橋幸子の娘として生まれる。1895年（明治28年）10月28日、父能久親王と死別。
当初、藤堂高紹と内約しており、1908年（明治41年）12月12日には明治天皇から結婚の勅許も下りていた。ところが、納采の儀直後に高紹の重婚が発覚し、破談（北白川宮家側からの申し入れにより、藤堂家から婚約を辞退）となった（詳細は藤堂高紹の項目を参照）。
学習院女学部を経て、1909年（明治42年）3月に同国文学専修科を最優等で卒業し、皇族初の卒業生総代となった。
1911年（明治44年）4月8日付で新たな結婚の勅許が下り、同年4月11日付で、勲二等宝冠章を受章。4月17日、保科正昭子爵に降嫁。1914年（大正3年）10月7日、嫡男正虎（のちの光正）を出産。
長男の光正が東京帝大を卒業した翌年1938年（昭和13年）に香淳皇后の女官長に就任。1945年（昭和20年）4月1日、阿波丸事件により光正が殉職。 1947年（昭和22年）10月11日、夫・正昭とも死別。
1967年（昭和42年）3月22日まで女官長を務めた。この間、皇太子妃となる正田美智子に宮中儀礼を講義した。
1977年（昭和52年）3月18日、死去。享年86。墓所は東京都港区南青山の青山霊園。

## 血縁
- 兄弟：
- （異母）北白川宮成久王、小松輝久侯爵、二荒芳之伯爵、上野正雄伯爵ほか
- （同母）竹田宮恒久王ほか
- 夫：保科正昭
  - 子：保科光正（幼名：正虎）[8]
- 義姉：岩崎寧子 - 岩崎久弥男爵夫人[8]
- 義姉：佐野尚子 - 佐野常羽伯爵夫人[8]

## 栄典
- 1911年（明治44年）4月11日 - 勲二等宝冠章[5]
- 1940年（昭和15年）8月15日 - 紀元二千六百年祝典記念章[9]